# برنارد فريتز
برنارد فريتز (بالفرنسية: Bernard Fritz)‏ هو لاعب كرة مضرب فرنسي، ولد في 5 أكتوبر 1953 في مارسيليا في فرنسا.

## وصلات خارجية
- برنارد فريتز على موقع رابطة محترفي التنس (الإنجليزية)
- برنارد فريتز على موقع الاتحاد الدولي لكرة المضرب (الإنجليزية)
- برنارد فريتز على موقع خلاصة التنس.كوم (الإنجليزية)